# Zoids
Zoids (ゾイド -ZOIDS-?, Zoido) è una serie anime composta da cinque stagioni per un totale di 169 episodi incentrata su macchine da combattimento (gli Zoids appunto) realizzate con fattezze animalesche pilotate da esseri umani. Il termine Zoids deriva dall'unione di due parole: ZOic e AndroIDS. L'ispirazione di questo anime proviene dai giocattoli prodotti dalla Tomy nel 1983.

## Manga
Il manga di Zoids, intitolato Neon Genesis Zoids (機獣新世紀ゾイド?, Kijū Shinseiki Zoido), è stato creato dal mangaka Michiro Ueyama e pubblicato dall'aprile 1999 al settembre 2001 sulla rivista CoroCoro Comic edita da Shogakukan. In seguito i vari capitoli furono raccolti in cinque volumi tankōbon pubblicati dal dicembre 1999 al gennaio 2002. La controparte cartacea funge da adattamento alle prime due serie animate (Chaotic Century e Guardian Force) tuttavia è stata interrotta nello stesso periodo in cui fu trasmessa la terza, New Century Zero. L'autore continuò l'opera sotto forma di dōjinshi ma il progetto fu in seguito abbandonato.
In Italia la serie è inedita.

### Volumi
| Nº | Data di prima pubblicazione | Data di prima pubblicazione |
| Nº | Giapponese                  |                             |
| -- | --------------------------- | --------------------------- |
| 1  | dicembre 1999               |                             |
| 2  | maggio 2000                 |                             |
| 3  | dicembre 2000               |                             |
| 4  | aprile 2001                 |                             |
| 5  | gennaio 2002                |                             |

## Anime

### Le stagioni
Zoids è diviso in 5 serie, di cui in Italia sono arrivate solo le prime 3, e sono state trasmesse con un unico titolo (Zoids).

#### Chaotic Century
È la prima serie. Racconta della crescita di Van, che ha appena trovato Fiona e Zeke, un organoide capace di riportare in vita uno Zoid che trova, e che diventerà il suo migliore amico. Questa prima saga parla della lotta tra impero e repubblica. Elemento importante di questa saga è il passato di Fiona, che è stato completamente dimenticato da lei. In seguito Fiona parlerà della Zoid Eve, la quale verrà sempre cercata, ma non trovata, in questa saga. La seconda parte della saga parla del tradimento del generale Prozen che vuole spodestare il principe ereditario Rudolf e che complotta per dominare il mondo.

#### Guardian Force
Le avventure di Van e dei suoi amici continuano ma si svolgono più in là nel tempo. Spesso questa stagione viene considerata opera unica con la prima. La Guardian Force si viene a creare per mantenere la pace tra i due imperi e per sopprimere tentativi di guerra da parte dei ribelli.

#### New Century Zero
Cambiano i personaggi. Il protagonista della saga è Bit e gli Zoid sono usati da privati per competere, in squadre, a tornei per il globo. È l'ultima stagione ad essere stata trasmessa in Italia.

#### Fuzors
Gli Zoid in questa serie possono fondersi tra loro.

#### Genesis
Questa serie è nota soprattutto per la presenza di alcuni Zoids con un nucleo diverso, i Bio-Zoids.

#### Zoids Wild
La Takara Tomy ha annunciato il lancio di un nuovo anime della serie Zoids, intitolato Zoids Wild il quale è stato trasmesso in Giappone su TXN dal 4 ottobre 2019 al 16 ottobre 2020.

### Personaggi e doppiatori
L'edizione italiana, come quelle degli altri Paesi, segue l'adattamento operato in America, che cambia alcuni nomi ma non presenta censure (è uno dei pochi anime andati in onda in America dove si possono vedere armi vere, solitamente ritoccate digitalmente dai censori per trasformarle in giocattoli, come successo in One Piece).
| Personaggio                                                                      | Doppiatore giapponese | Doppiatore italiano |
| -------------------------------------------------------------------------------- | --------------------- | ------------------- |
| Van Freiheit (バン・フライハイト?, Van Freiheit) Van Flyheight in America/Italia | Daisuke Kishio        | Davide Garbolino    |
| Fine (リネ?, Fine) Fiona in America/Italia                                       | Makiko Ohmoto         | Federica Valenti    |
| Zeke (ジーク?, Zeke)                                                             | Takuma Suzuki         | Takuma Suzuki       |
| Irvine (アーバイン?, Irvine)                                                     | Keiji Fujiwara        | Diego Sabre         |
| Moonbay (ムンベイ?, Munbey)                                                      | Kumiko Watanabe       | Cinzia Massironi    |

| Personaggio                                                               | Doppiatore giapponese | Doppiatore italiano |
| ------------------------------------------------------------------------- | --------------------- | ------------------- |
| Bit Cloud (ビット・クラウド?, Bit Cloud)                                  | Takahiro Sakurai      | Renato Novara       |
| Rinon Toros (リノン・トロス?, Torosu Rinon) Leena Toros in America/Italia | Ayako Kawasumi        | Alessandra Karpoff  |
| Brad Hunter (バラッド・ハンター?, Brad Hanta)                             | Masaya Matsukaze      | Davide Albano       |
| Steve Toros (スティーブ・トロス?, Steve Torosu)                           | Daiki Nakamura        | Paolo De Santis     |
| Jamie Hemeros (ジェミー・ヘメロス?, Jamie Hemerosu)                       | Mitsuki Saiga         | Federico Zanandrea  |
| Harry Champ (ハリー・チャンプ?, Harry Champ)                              | Wataru Takagi         | Giuseppe Calvetti   |

## Tipi di Zoids

### Chaotic CenturyeGuardian Force
- Shield Liger: uno Zoid dalla forma di leone con i denti a sciabola. Quello che vediamo più spesso è quello di Van, che è blu e nero. Ha armi da fuoco ed è particolarmente agile; possiede inoltre uno scudo energetico (da cui il nome) e può essere descritto come un tipico Zoid repubblicano.
- Blade Liger: costituisce l'evoluzione dello Shield Liger: ha una forma più particolare e aerodinamica, è più veloce, ha uno scudo energetico più potente e ha in più delle lame energetiche che possono tagliare praticamente ogni cosa e che Van può attivare quando vuole, in seguito imparerà a sfruttarle anche per generale impulsi EM e neutralizzare i raggi a particelle nemici. Esistono inoltre diverse versioni del blade liger come il Red Blade Liger di Leon, il mirage blade liger dalla colorazione bianca ed i dettagli rossi e l'ultimo è il black blade liger, nero e verde.
- Lupo da combattimento (Command Wolf): il primo mai visto appartiene a Irvine. Ha la forma di un lupo, molto agile, e possiede un potente cannone, oltre ad altre armi installabili sul dorso. Appartiene alla repubblica.
- Gustav: Assomiglia a una lumaca o a un trilobite. Quello che si vede più spesso appartiene a Moonbay, ed è uno Zoid da trasporto. Ha una corazza molto spessa e resistente, ma non è il massimo per un combattimento. Appartiene alla repubblica.
- Genosaurer: viene affidato a Raven, rivale di Van. È un potente tirannosauro armato con tre cannoni ad impulsi, uno piccolo sulla testa e due più grandi sulla schiena, due artigli che possono essere lanciati per afferrare la vittima e stordirla con una scossa elettrica e un raro cannone a particelle, che però può usare solo stando fermo e che necessita di un po' di tempo per essere caricato. Questo Zoid nasce dagli esperimenti condotti da Prozen sul Deathsaurer, infatti la sua fisionomia è pressoché simile.
- Genobreaker: costituisce l'evoluzione del Genosaurer; è di colore rosso e nero e viene usato da Raven nella serie "Guardian Force". Questo tipo di Zoid può anche volare, grazie ai booster che sostituiscono i cannoni, ed è armato da un cannone a particelle che, a differenza del Genosaurer, può usare anche in movimento e in volo, grazie al convertitore di particelle sulla schiena. Al posto del cannone a impulsi sulla testa possiede una cresta e un corno, che può essere direzionato in avanti o indietro. Le sue zampe anteriori possono allungarsi per afferrare l'avversario e trascinarlo. Inoltre ha anche due tenaglie che si trovano sul dorso, capaci di stritolare gli avversari, nonché due mitragliatrici sulle gambe. Può anche creare lo scudo energetico.
- Deathsaurer: lo Zoid finale più potente della serie "Chaotic Century" e "Guardian Force". È un dinosauro gigantesco (simile a un terizinosauro), possiede una mitragliatrice a tre canne sul muso, un sistema antiaereo sulla schiena, sistema lanciarazzi nella coda, due piccoli cannoncini laser sul petto e un potente cannone a particelle che può usare quando vuole, anche in movimento. È il nemico degli zoidiani, la razza di Fiona, che lo temerà sin dall'inizio. Per dare un'idea delle sue dimensioni, basta pensare che uno Zoid normale, alto circa 7-8 metri, non gli supera il piede. Nella prima serie mostra una ventola per la cattura delle particelle, nella seconda si evolve in convertitore. Ne sono apparsi due esemplari nelle serie: il primo risulta essere un clone ricreato in laboratorio per conto di Prozen, il secondo è lo Zoid originale, lo stesso che ha annientato la razza degli zoidiani.
- Deathstinger: lo Zoid finale più potente della serie "Guardian Force" (escludendo il Deathsaurer). Generato dalla fusione di due nuclei Zoid, ha la forma di uno scorpione marino e resiste ad elevatissime temperature, anche quelle del magma. Ha un cannone a particelle attive sulla coda, 4 chele per stritolare, con delle lame, un cannone a onde d'urto sulla schiena, mitragliatrici sulla testa, nella coda e nelle chele anteriori, le più grandi, nonché due missili. È anche in grado di generare uno scudo d'energia per proteggere la parte del corpo attaccata.
- Lightning Saix: Zoid dalla forma di un ghepardo nero e rosso, armato di due cannoni. Può superare facilmente la velocità del suono, per questo è considerato lo Zoid di terra più veloce mai prodotto. Diverrà lo Zoid di Irvine, dopo il Lupo da combattimento e possiederà la memoria del suo vecchio Zoid.
- Steel Bison (Dibison): ha la forma di un toro, armato con diciassette cannoni indipendenti sulla schiena che possono concentrare il fuoco per sferrare l'attacco Megalomax, una sorta di laser che si divide mentre viaggia verso il bersaglio colpendo una vasta area. È pilotato dal tenente Tomas Richard Schubaltz, che ha programmato Bich, un programma simile ad un organoide che lo aiuta a pilotarlo e ne aumenta le prestazioni, come Zeke con il Blade Liger. Appartiene alla repubblica.
- Ziberfang: Zoid con le sembianze di una tigre dai denti a sciabola, agile come lo Shield Liger (di fatto lo Shield Liger è stato studiato apposta per combatterlo). Può essere equipaggiato con diverse armi sul dorso, oppure un sistema integrale di armi che includono: mitragliatrici, cannoncini, lancia missili e sistema di volo. Raven pilota questo Zoid prima di avere il Genosaurer. Appartiene all'impero.
- Iron Kong: ha la forma di un gorilla armato con pesanti armi da fuoco. Appartiene all'impero.
- Gojulass: il suo aspetto si rifà a Godzilla (come si può intuire dal nome) ed è armato con pesanti armi da fuoco, quali i due super cannoni. Appartiene alla repubblica.
- Corno rosso (Red horn): ha la forma di uno stiracosauro di colore rosso ed è armato con armi da fuoco a distanza molto potenti. Appartiene all'impero.
- Dark horn: è identico al corno rosso solo che è di colore nero ed è progettato per montare armi da fuoco molto più pesanti, come una mitragliatrice vulcan, se non addirittura due. Appartiene all'impero.
- Rev raptor: ha la forma di un velociraptor rosso e blu. Le sue armi principali sono due falci posizionate sui fianchi, ma può contare anche sugli artigli delle zampe posteriori e deboli cannoncini su quelle anteriori e sul dorso. Appartiene all'impero.
- Pteras: Zoid a forma di pterodattilo, è utilizzato per battaglie aeree e ricognizioni. Possiede due missili e un mitragliatore nel becco. In una variante ha anche due mitragliatrici vulcan sotto le ali. Appartiene alla repubblica.
- Ultrasaurus: lo Zoid più grande mai costruito, mosso da 7 generatori, ha la forma simile al brachiosauro. Viene utilizzato alla fine della serie "Guardian Force" come base mobile. Successivamente alla sua riattivazione gli viene installato il cosiddetto cannone gravitazionale, un'arma di dimensioni immani tanto da richiedere un generatore proprio e che spara proiettili di planetite; quando questi vengono fatti detonare unendo le due parti del proiettile (come nelle armi atomiche) e facendogli raggiungere la massa critica, viene generato un campo ad alta gravità in cui virtualmente nessuno Zoid può sopravvivere. Il cannone gravitazionale dovrebbe servire come arma definitiva contro il Deathstinger, ma nonostante esso venga colpito in pieno, non è possibile raggiungere il risultato. I proiettili disponibili sono in totale 3 all'inizio, ne verrà fabbricato un quarto in seguito. Presenta anche numerose armi antiaeree. Il cannone gravitazionale può anche sparare gli Zoids stessi (come sperimenterà Van con il Blade Liger) sebbene sia rischiossissimo per il pilota e lo Zoid.
- Molga: Zoid che ha la forma di un lombrico con due cannoni sulla schiena e una piccola mitragliatrice nella testa; è molto utile per attacchi in massa, ma poco utile da solo. Appartiene all'impero.
- Hel digunner: Zoid che ha la forma di un'iguana che può viaggiare anche sotto terra. Armato di un potente cannone sulla schiena e possiede sei lame sulla coda. Di solito ha una verniciatura simile alle divise dei militari. Appartiene all'impero.
- Redler: Zoid che ha la forma di un drago, è armato di una lama retrattile nella coda. Nella versione stealth possiede in più due mitragliatrici sul muso e due lanciarazzi sotto le ali, o due cannoni. Nella forma normale ha solo le lame, ma può montare armi a distanza. È molto agile e ottimo per gli attacchi aerei. Appartiene all'impero.
- Guysack: Zoid a forma di scorpione, è armato di un cannone sulla coda. Come prestazioni è paragonabile al Molga. Appartiene alla repubblica.
- Cannontortoise: Zoid che ha la forma di una tartaruga, è armato di una vasta serie di cannoni di vario calibro e gittata che possono essere equipaggiati a piacere. Appartiene alla repubblica.
- Gordos: Zoid che ha la forma di uno stegosauro, possiede vari tipi di cannoni ed è molto potente. Appartiene alla repubblica.
- Waleking: Zoid che ha la forma di una capodoglio, è molto grande e serve per trasporti in massa di Zoids.
- Godos: Zoid che ha la forma di un piccolo T-Rex, è armato di piccoli cannoni sulle gambe ed è utilizzato come Zoid di supporto. Appartiene alla repubblica.
- Hammerhead: Zoid a forma di squalo martello con due versioni: una piccola creata per volare o navigare, ed un'altra più grande adibita anche al trasporto. In entrambi i casi possiede siluri e missili. Appartiene alla repubblica.
- Stealth Viper: Zoid a forma di serpente, più simile a un cobra, dotato di cannoncini ai lati della testa e sulla coda. Si nasconde dietro una cortina di fumo che emette dalla sezione centrale del suo corpo e ha dei recettori di calore nella bocca. Appartiene alla repubblica.
- Double Sworder: Zoid dalle sembianze di un cervo volante blu. L'unico apparso nella serie appartiene a Reese.
- Hellcat: Zoid dalla forma di un felino, forse un puma, dotati di cannoncini sul dorso, sul petto e tecnologia stealth, che li rende invisibili e non rintracciabili dai radar e dai rilevatori termici. Appartiene all'impero.
- Gun Sniper: ha la forma di un velociraptor ed è dotato dello "Sniper Rifle", un fucile di precisione montato nella coda, armato di proiettili perforanti, che possono oltrepassare anche gli scudi energetici. Questo Zoid è stato pensato per attacchi a distanza, ma possiede due cannoncini sulle zampe anteriori per l'attacco ravvicinato. Appartiene alla repubblica.
- Storm Sworder: ha la forma di uno pterodattilo ha funzioni di attacco e di supporto aereo. È armato con mitragliatrici e missili nelle ali e lame energetiche sulla testa e nelle ali. Ne esistono tre varianti: A1, adattato anche per il combattimento a terra; F1, ottimizzato per volare a grandi altitudini e Stealth, dipinto con una vernice nera speciale, che lo rende non individuabile dai radar. Appartiene alla repubblica.
- Sinker: Zoid dalla forma di una razza adatto per attacchi in acqua e in aria, equipaggiato con missili o siluri. Viene usato anche durante i campionati di gare di velocità.

### New Century Zero
- Liger Zero: è lo Zoid di Bit. Non ha avuto manovratori prima di quest'ultimo. È molto potente ed ha la forma di un grosso felino bianco, simile ad un leone. La sua mossa simbolo è "l'artiglio ad azione laser". Si scoprirà essere un Ultimate X, ossia uno Zoid con un sistema organoide incorporato nel nucleo. Questo gli permette di avere una potenza, velocità e agilità superiori a uno Zoid comune (come accade con Zeke quando si fonde col Blade Liger di Van) e nonché una personalità propria e la possibilità di muoversi da solo, anche senza pilota.
  - Liger Zero Jager: è la prima variante CAS (Changing Armor Sistem, un dispositivo tipico degli Zoid della generazione zero che permette di potenziare l'armatura dello Zoid) del Liger Zero: presenta due enormi booster sulla schiena, che gli consentono di raggiungere una notevole velocità, nonché un cannone vulcan come quello del Blade Liger sul torso e la sua armatura è di colore blu. Il suo nome deriva dal tedesco "Jäger" che significa cacciatore.
  - Liger Zero Schneider: è la seconda variante CAS del Liger Zero. Rispetto al Liger Zero Jager, è dotato di sette lame laser (infatti "schneider" in tedesco vuol dire "coltello") che gli permettono di effettuare il "Buster Slash", un formidabile colpo. Ha un'armatura di colore arancione.
  - Liger Zero Panzer: è la terza ed ultima variante CAS del Liger Zero. Rispetto alle due versioni precedenti, il Liger Zero Panzer ha un'armatura molto più spessa e pesante e due enormi cannoni sulla schiena, i "Cannoni Ibridi", oltre a tantissimi missili con i quali effettua un bombardamento totale. "Panzer" in tedesco vuol dire carro armato o blindato. Rispetto alle due versioni precedenti, tuttavia, è molto lento e poco manovrabile e i motori si surriscaldano velocemente, rendendo necessario rimuovere l'armatura dopo un primo attacco.
- Red Blade Liger: pilotato da Leon, ha di diverso rispetto al modello standard una verniciatura color rosso vivo.
- Shadow Fox: simile a una volpe, è veloce ed elusivo, grazie a degli emettitori di fumo che gli permettono di cogliere l'avversario di sorpresa. È dotato di una potente mitragliatrice vulcan sulla schiena e, come il Liger Zero, possiede "l'artiglio ad'azione laser". Diverra lo Zoid di Brad.
- Raynos: Specifico per attacco aereo, leggero, ben armato e in grado di superare il muro del suono, ma molto complesso da pilotare. Diverra lo Zoid di Jamie.
- Berseker Fury: ha la forma di un tirannosauro ed è anch'esso un Ultimate X. La sua arma principale è il cannone a particelle, che possedevano anche il Genosaurer, il Genobreaker e il Deathsaurer, ed è anche dotato di due potenti trivelle con multipla funzione: possono trivellare gli Zoid, sparare laser a pulsazione e quando lo Zoid sta per sparare con il cannone, anche queste si caricano e sparano due raggi a particelle in più. Inoltre può creare lo scudo energetico che può resistere al raggio a particelle di tre Genosaurer contemporaneamente.
- Zabat: Zoid che ha la forma di un pipistrello, è armato di missili e mitragliatrici. È molto agile, silenzioso ed elusivo.
- Warshark: Zoid a forma di pesce preistorico, progettato per combattere in mare e sotto terra. È armato con molte armi; la più forte è un cannone, posto nella bocca, nonché uno scudo energetico.
- Spinosapper: Zoid a forma di spinosauro, dotato di corazza molto resistente e due motoseghe laser montate su braccia meccaniche, sulla schiena.
- Elefander: Zoid a forma di elefante, dotato di scudo energetico, originato dalle orecchie, un artiglio nella proboscide per afferrare i nemici e diverse armi da fuoco sul corpo. Possiede una seconda configurazione in cui la testa, le zanne e le orecchie lo rendono più simile a un mammut, torretta contenente lancia missili e mitragliatrice vulcan, sulla schiena, e un'arma all'estremità dalla proboscide che produce una lama a fascio laser.

## Franchise
Alla serie è legato un grande franchise, riguardante soprattutto i modellini degli Zoids, che risalgono ai primi anni '80.

### Videogiochi
Ai modellini, e in seguito alle serie televisive, sono ispirati diversi videogiochi, tra cui:
- Zoids: The Battle Begins (1986) per vari home computer
- Zoids: Chuuou Tairiku no Tatakai (1987) per MSX2 e Famicom
- Zoids 2: Zenebas no Gyakushuu (1989) per Famicom
- Zoids Densetsu (1990) per Game Boy
- Zoids Mokushiroku (1991) per Famicom
- Zoids: Jashin Fukkatsu! ~Jeno Bureikā Hen~ (2000) per Game Boy Color
- Zoids: Teikoku vs Kyouwakoku ~Mecha Seitai no Idenshi~ (2000) per PlayStation
- Zoids: Shirogane no Juukishin Raigā Zero (2001) per Game Boy Color
- Zoids Battle Card Game ~Seihou Tairiku Senki~ (2001) per PlayStation
- Zoids Saga (2001) per Game Boy Advance
- Zoids 2: Helic Kyouwakoku VS Guylos Teikoku (2002) per PlayStation
- Zoids VS. (2002) per GameCube
- Cyber Drive Zoids ~Kiju no Senshi Hyuu~ (2003) per Game Boy Advance
- Zoids Battle Legends [a.k.a. Zoids VS. II] (2003) per GameCube
- Zoids Legacy [a.k.a. Zoids Saga II] (2003) per Game Boy Advance
- Zoids Infinity (2004) per Arcade e PlayStation 2
- Zoids VS. III (2004) per GameCube
- Zoids Struggle (2004) per PlayStation 2
- Zoids Saga Fuzors (2004) per Game Boy Advance
- Zoids Infinity EX (2005) per Arcade
- Zoids Tactics (2005) per PlayStation 2
- Zoids Furu Metaru Kurasshu (2005) per GameCube
- Zoids Saga DS ~Legend of Arcadia~ (2005) per Nintendo DS
- Zoids Kādo Koroshiamu (2005) per Arcade
- Zoids Infinity EX Neo (2006) per Xbox 360
- Zoids Dasshu (2006) per Nintendo DS
- Zoids Infinity EX Plus (2006) per Arcade
- Zoids Batoru Koroshiamu (2006) per Nintendo DS
- Zoids Assault [a.k.a. Zoids Alternative] (2007) per Xbox 360
- Zoids Wild: King of Blast (2019) per Nintendo Switch
- Zoids Wild: Blast Unleashed (2020) per Nintendo Switch
- Zoids Wild: Infinity Blast (2020) per Nintendo Switch